# Tuzla (Constanța megye)
Tuzla község Romániában, Dobrudzsában, Constanța megyében.  

## Fekvése
A település az ország délkeleti részén, a Fekete-tenger közvetlen közelében, a Dél-dobrudzsai fennsíkon található. Északi irányban szomszédos Eforie-val.

## Története
Neve török eredetű, jelentése: só. 1974-óta Tuzla határában repülőtér működik, napjainkban főleg vitorlázó és kisebb motoros gépek számára.

## Lakossága
A nemzetiségi megoszlás a következő:
| 2002      | 2002 | 2002   |
| --------- | ---- | ------ |
| Románok   | 5712 | 89,72% |
| Tatárok   | 394  | 6,18%  |
| Törökök   | 244  | 3,83%  |
| Magyarok  | 8    | 0,12%  |
| Lipovánok | 3    | 0,04%  |
| Ukránok   | 2    | 0,03%  |
| Görögök   | 1    | 0,01%  |
| Németek   | 1    | 0,01%  |
| Zsidók    | 1    | 0,01%  |
| Összesen  | 6366 | 100,0% |

## Látnivalók
- Ortodox templom